# Île Portal
L'île Portal est une île française de la commune de Saint-Laurent-du-Maroni située sur le fleuve Maroni. Sa superficie est de 27 km². Elle se situe à environ 40 km de l'embouchure du fleuve.
L'île est peuplée de 124 habitants en 2011 et est l'objet d'un litige foncier depuis 1979.

## Géologie
L'île est uniquement formée d'alluvions fluviales. Le côté ouest est formé de sables lessivés mélangés à de l'argile, le côté est est plutôt formé d'alluvions très fines.

## Histoire
En 1852, Constant Bar démarre une plantation sur l’île pour produire du café, du sucre et du bois. La main-d'œuvre était composée d'immigrants africains et antillais et de condamnés français de la colonie pénitentiaire. L'île a accueilli vers 1859 une plantation de 70 000 plants de caféiers ainsi que des roucouyers à l'initiative de Constant Bar. 
En 1878, l'île fut visitée par l'explorateur Jules Crevaux qui constata que quatre frères exploitaient la plantation.  Au début du XXe siècle, l'île fut achetée par Talon qui y ouvrit une distillerie.  
En 1964, la distillerie et les bâtiments brûlèrent dans un incendie.

## Habitants amérindiens
Environ 200 Amérindiens Kali'nas vivaient sur l’île. 
À la fin des années 1970, l'île est rachetée par la Société civile immobilière de Provence, une société immobilière, qui voulait que les Amérindiens quittent leurs terres.
En 1981, on leur a demandé de quitter l'île et de se réinstaller à Espérance. En 1983, la préfecture de Guyane française a refusé d'expulser de force la population restante de l'île. La SCI de Provence a assigné l'État en dommages et intérêts. 
En 2011, 124 personnes vivaient encore sur l'île.
Depuis 2018, il y a des petits camps le long de la rivière. Il n'y a pas d'école sur l'île et les enfants doivent prendre une pirogue jusqu'au continent puis un bus jusqu'à Saint-Laurent-du-Maroni. En 2019, la SCI de Provence est toujours en litige.

## Galerie

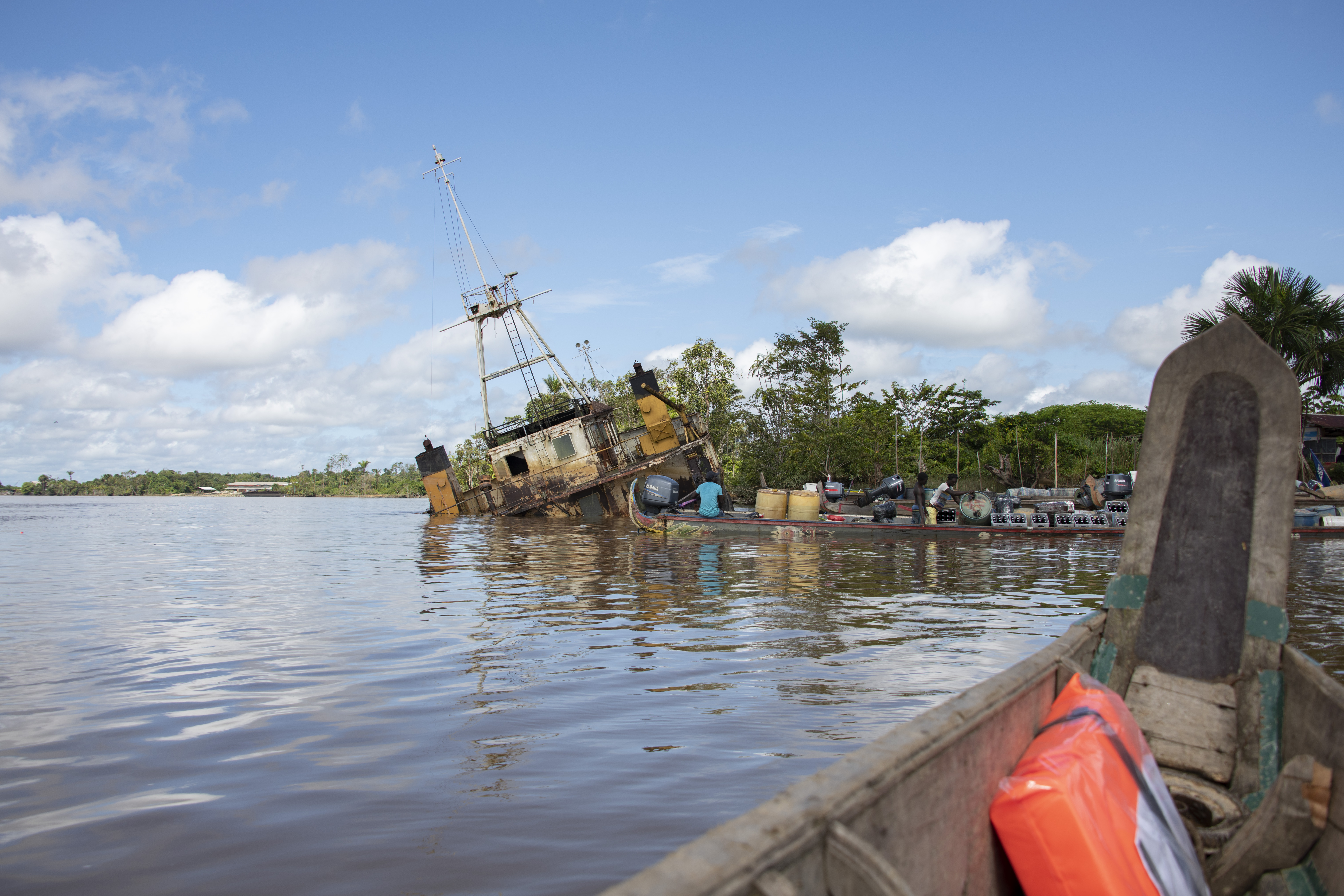
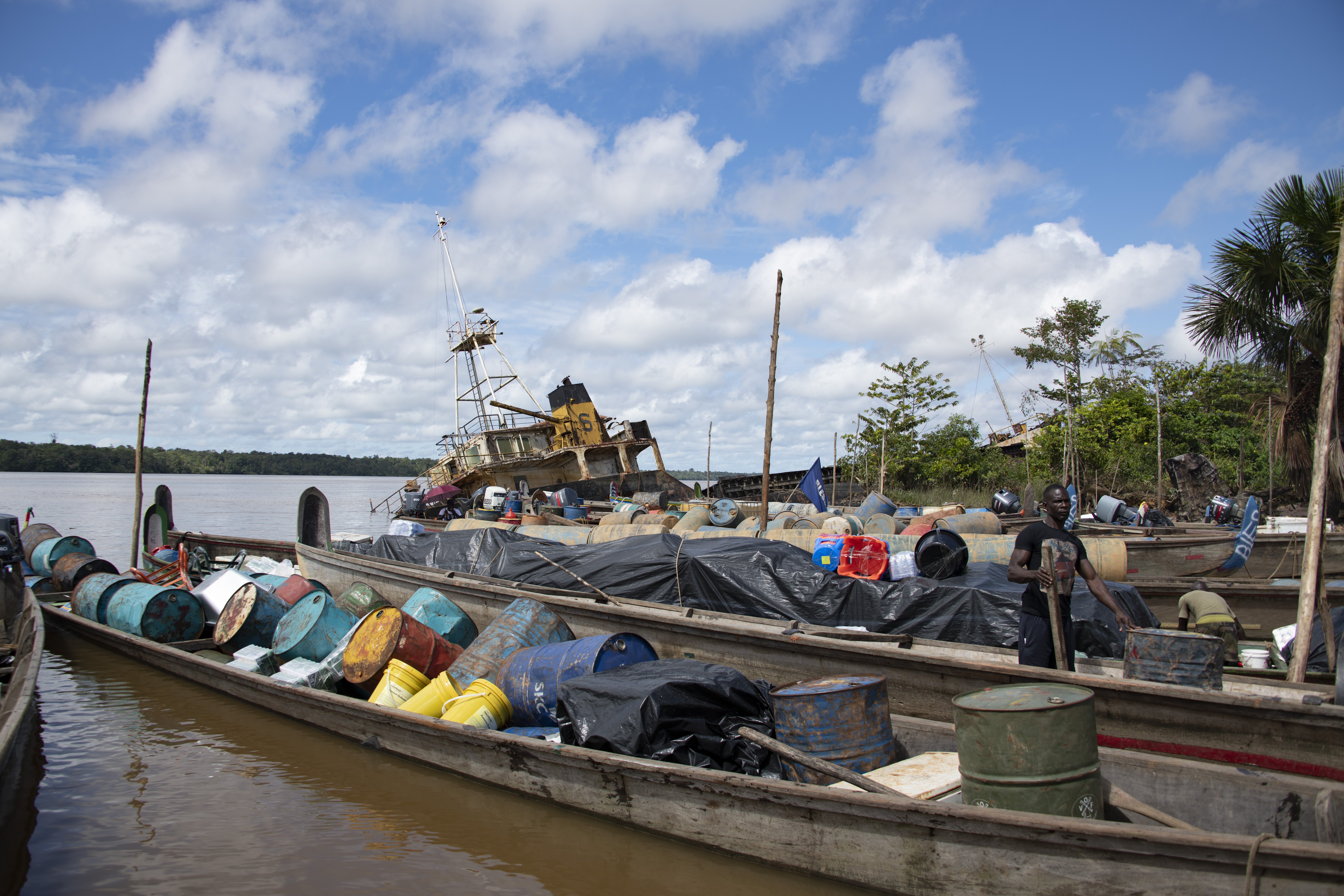
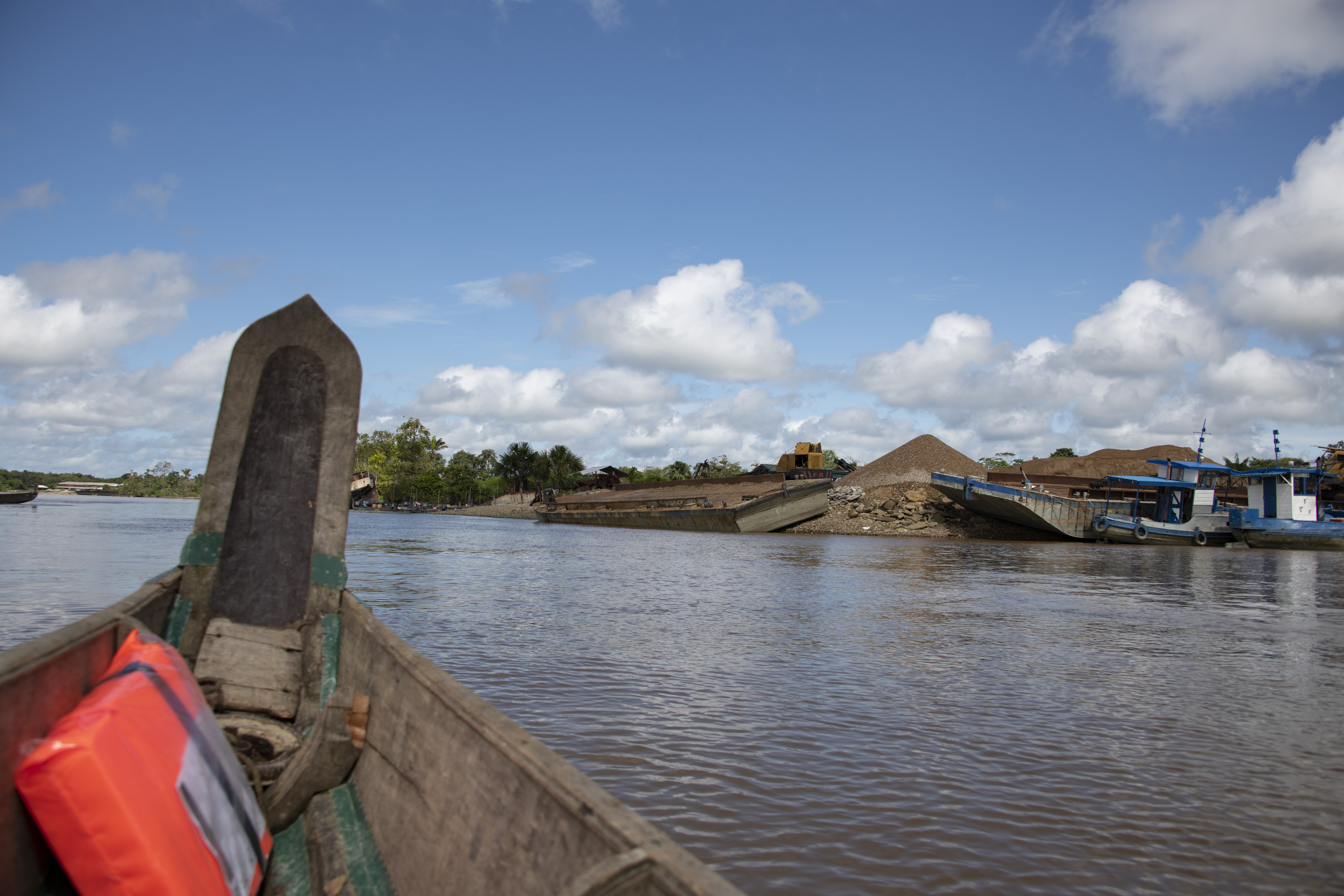